# Max Runge

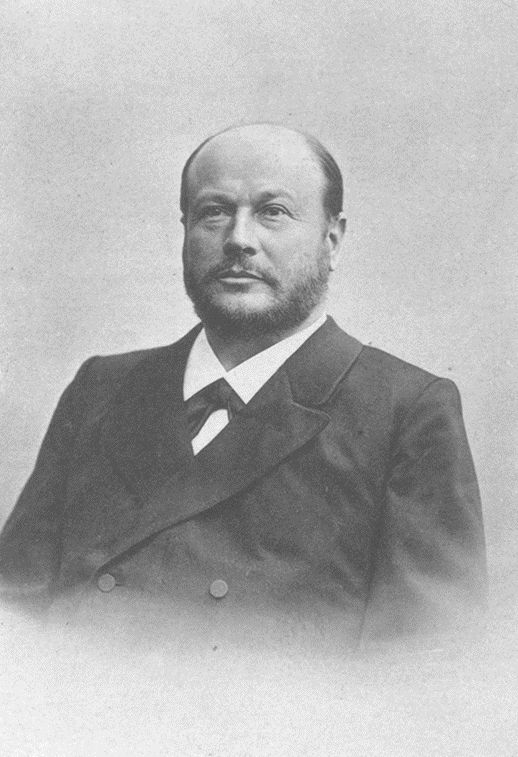
Max Runge

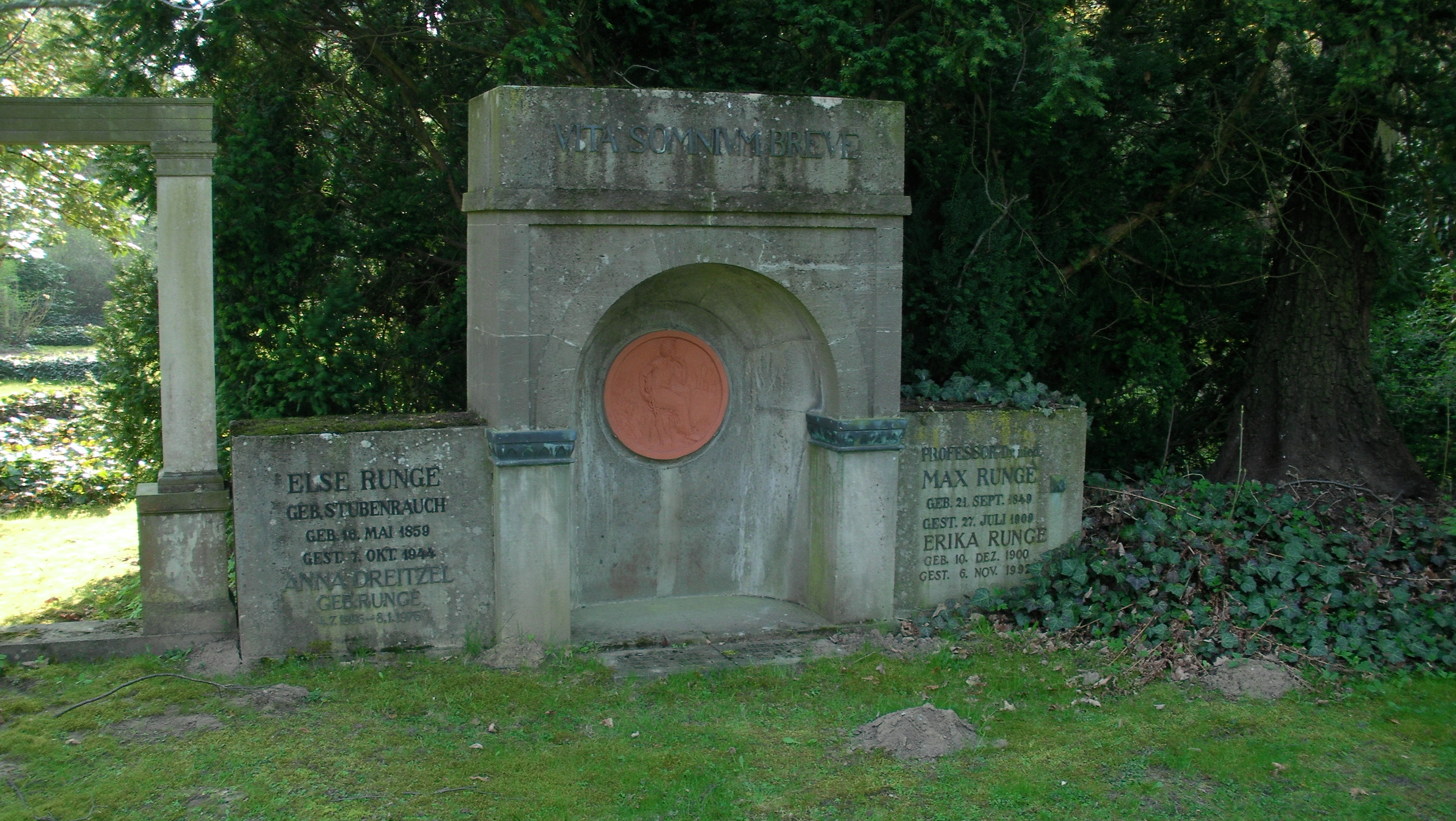
Grabmal der Familie Runge auf dem Stadtfriedhof Göttingen

Heinrich Max Runge (* 21. September 1849 in Stettin; † 27. Juli 1909 in Göttingen) war ein deutscher Gynäkologe und Hochschullehrer.

## Leben
Runge studierte in Jena, Bonn, Leipzig, Straßburg und Wien. In Straßburg war er Assistent bei Ernst von Leyden und Adolf Gusserow, danach an der Charité in Berlin Assistent ebenfalls bei Gusserow. Er promovierte 1875 und habilitierte sich 1879.
1883 wurde er Ordinarius für Geburtshilfe und Gynäkologie an der Kaiserlichen Universität Dorpat.
1887 wurde er zum Mitglied der Deutschen Akademie der Naturforscher Leopoldina gewählt.
Von 1888 bis 1909 war er Direktor der Klinik für Gynäkologie und Geburtshilfe an der Georg-August-Universität Göttingen. Er war hier Nachfolger von Jakob Heinrich Hermann Schwartz und forschte über das Fruchtwasser, die Auswirkung von Fieber auf die werdende Mutter und das Ungeborene und mögliche Zusammenhänge von Infektionen und Fruchttod.
Das Preußische Hebammenlehrbuch sowie seine Veröffentlichungen über Geburtshilfe und Gynäkologie erreichten große Auflagen. Die Eröffnung der neuen Göttinger Frauenklinik 1896 ist eines seiner Verdienste.
Philipp Jung wurde 1910 sein Nachfolger.
Der Chemiker und Hochschullehrer Franz Runge (1893–1973) ist Sohn Runges.

## Schriften
- Preußisches Hebammenlehrbuch
- Lehrbuch der Geburtshilfe. Springer, 1. Auflage 1891 (ab 9. Auflage von Rudolf von Jaschke und Otto Pankow bearbeitet)